# Мавзолей Хо Ші Міна

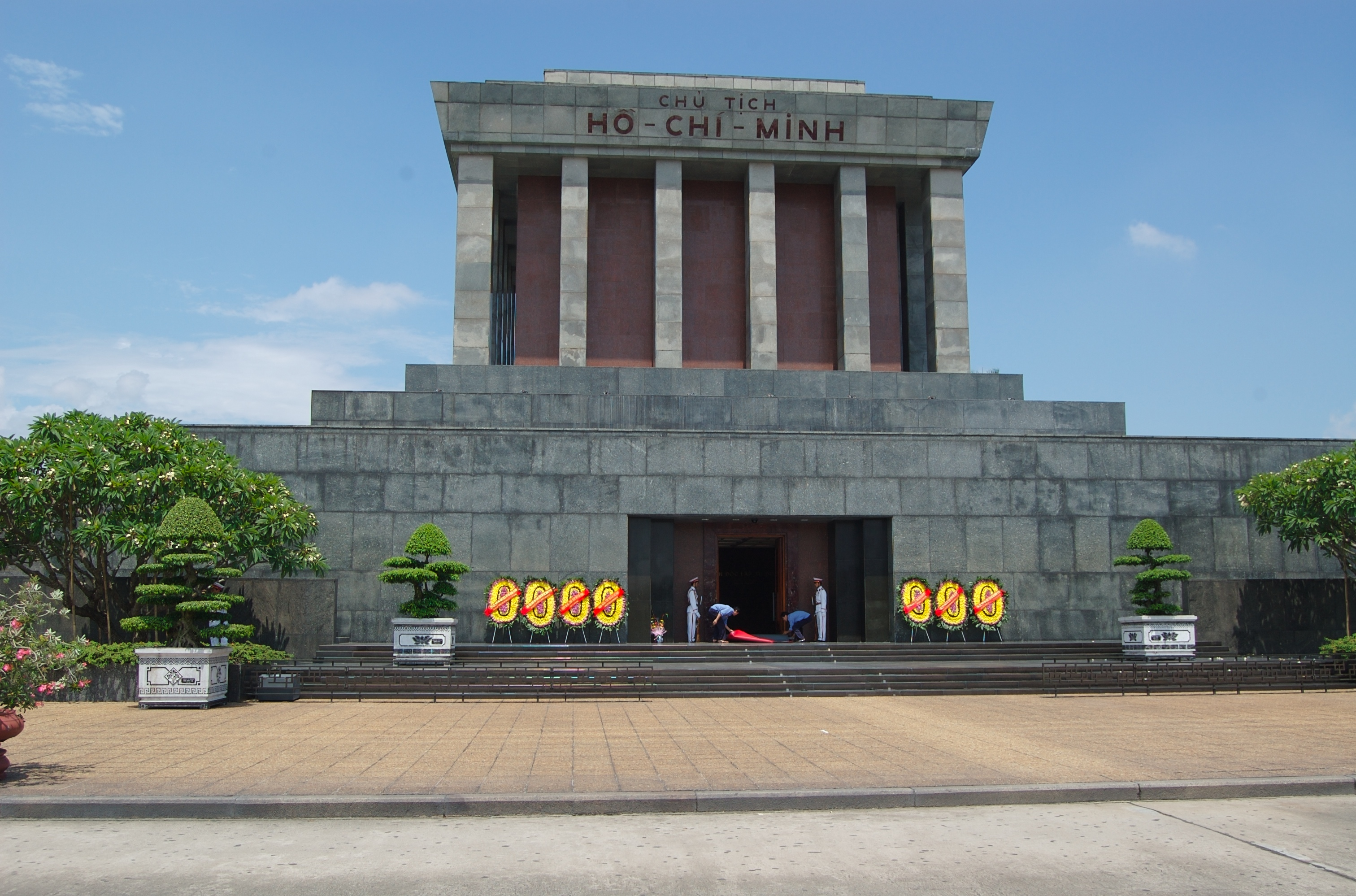
Мавзолей Хо Ші Міна

Мавзолей Хо Ші Міна (в'єт. Lăng Chủ tịch Hồ Chí Minh) — усипальниця першого президента Північного В'єтнаму Хо Ші Міна. Архітектурний меморіал розташований в Ханої, В'єтнам, на площі Бадінь, на місці, де 2 вересня 1945 Хо Ші Міном проголошено незалежність В'єтнаму.
Мавзолей входить до складу архітектурний ансамбль мавзолею Президента Хо Ші Міна, на території якого розміщено також будинок на палях Хо Ші Міна та музей Хо Ші Міна. Також на території ансамблю розміщена тисячорічна Пагода на одному стовпі (пагода Моткот).

## Історія
Хо Ші Мін помер 2 вересня 1969 й заповів кремувати себе, розвіявши прах над В'єтнамом, однак його наступник Ле Зуан прийняв інше рішення. Спочатку забальзамоване тіло Хо Ші Міна містилось у таємному місці, щоб зберегти його від американських бомбардувань під час В'єтнамської війни, а після виходу США з війни в 1973 почалось будівництво мавзолею. 28 серпня 1975 його урочисто відкрито.

## Опис
Мавзолей квадратної форми має 21,6 м заввишки та 41,2 м завширшки. Перед ним розташована ступінчаста трибуна. Навколо мавзолею розбитий сад, де зростають близько 250 видів флори з різних районів В'єтнаму. Тіло Хо Ші Міна розміщено в центральній залі у скляній труні. Доступ до мавзолею зазвичай надається щоденно з 9 ранку до опівдня. Всередині суворо заборонено проводити фотознімання.